# 格雷格·萊德勞
格雷格·萊德勞（英語：Greig Laidlaw；1985年10月12日—）是一位蘇格蘭橄欖球運動員。他是蘇格蘭國家橄欖球隊的一員，代表蘇格蘭參加了2015年世界盃橄欖球賽。